# ناسيون لوتشا ليبري
ناسيون لوتشا ليبري بالإسبانية Nación Lucha Libre و الذي يعني بالعربية اتحاد مصارعة الأمة هو أتحاد مصارعة محترفين لوتشا ليبري ( مصارعة المحترفين المكسيكيين) ومقره في مكسيكو سيتي ، المكسيك . تأسس الأتحاد عام 2019 وتديرها ألبرتو ايل باترون .

## التاريخ
في أوائل عام 2019 قام اللوتشادور (مصارع ) اتحادات AAA / CMLL / WWE / TNA السابق البرتو ايل باترون بنشر صورا لأتحاد مصارعة جديد . في 11 يونيو 2019 ، أعلن ألبرتو ايل باترون وشافو غيريرو جونيور عن رؤية اتحادهم الجديد النور وقد اعلنوا ان الاتحاد سيكون تحت اسم "Nación Lucha Libre".  و قبل أقامة الحدث للأتحاد، كانت هناك تعديلات حيث حل محل بلاك تاوروس ، لاريدو كيد ، الدكتور فاغنر جونيور ، وراي فينيكس ، و بنتاغون جونيور ، داجا ، فلاميتا وبوما كينج الذين لديهم علاقة العمل مع اتحاد تربل ايه والذي تعرض عروضه على شبكة تلفزيون الأزتيكا ، لذلك لا يمكن أن يظهروا في برامج أخرى حيث أن شروط عقودهم تمنعهم من الظهور في اتحاد NLL.  و في 11 يوليو، أقيم أول حدث له في مدينة مكسيكو في قاعة Sala de Armas Magdalena Mixhuca. تم بثه على قناة Imagen TV في المكسيك. 

## روابط خارجية
- ناسيون لوتشا ليبري  على فيسبوك.
- nacionlucha على تويتر.